# 4000 (roman)
4000 je antiutopični satirični roman Ivana Tavčarja, ki je prvič izšel leta 1891, v času ostrih političnih spopadov med t. i. klerikalci in liberalci v slovenskih deželah Avstro-Ogrske. 
Naslov se nanaša na leto štiri tisoč našega štetja. Tavčar opisuje, kakšna bi lahko postala Slovenija, če bi bile uresničene vse zamisli klerikalnih političnih nasprotnikov. Izpostavlja blaženega Antona od Kala. V tem liku je prepoznaven idejno najbolj konservativni vodja takratne katoliške struje Anton Mahnič.
Tavčarjev roman se zrelo vključuje med utopično-satirične spise, ki jih je objavila liberalna stran: Arheološko predavanje l. 5000 anonimnega avtorja in Abadon (bajka za starce, pripoveduje Nejaz Nemcigren) Janeza Mencingerja.

## Vsebina
Piše se leto 4000. Pristopi angel Azrael in prebudi slovenskega liberalca, ki je umrl pred 2000 leti. »Vstani!« Liberalec vstane. Kazen se je iztekla. »Dve tisoč let si ležal v zemlji brez življenja in zavesti. In to se je videla Stvarniku primerna kazen za tvojo samozavest, s katero si se odlikoval nekdaj.«
Obrneta pogled proti Ljubljani. Obkrožalo jo je visoko zidovje, za zidovjem pa skoraj nisem mogel prešteti cerkvenih stolpov. ... »To mesto je Emona, in o njega prvi zgodovini vemo samo to, da je bilo od nekdaj sedež slavnoznanih škofov.« Aha. Emona. Tudi Slovenija se ne imenuje več Slovenija, ampak "papeževa provincija številka LII«
Obiskovalcu iz preteklosti prikažejo vrsto čudaških navad in uredb.
Zaradi grešne ljubezni na koncu avtorja (roman je pisan v prvi osebi) s sostorilci zažgejo na grmadi. Z veseljem se prepusti večnemu mraku, v katerega ga popelje angel Azrael. 